# گوتفرید کلر
گوتفرید کلر (آلمانی: Gottfried Keller؛ ‏ ۱۹ ژوئیهٔ ۱۸۱۹ – ۱۵ ژوئیهٔ ۱۸۹۰) نویسنده، شاعر و رمان‌نویس اهل سوئیس بود.